# Sujata Bajaj
Pour les articles homonymes, voir Bajaj.
Sujata Bajaj, née à en 1958 à Jaipur au Rajasthan, est une artiste peintre indienne.

## Biographie
Elle est la fille d'Anasuyaji et de Radhakrishnaji Bajaj, proche du Mahatma Gandhi et du maître spirituel Vinoba Bhave. Scolarisée dans son enfance à Jaipur, elle suit ses études supérieures à Pune. Titulaire d'un doctorat en beaux-arts sur l'art tribal indien, elle est également diplômée de l'École des beaux-arts de Paris (elle y est élève de Claude Viseux), ville où elle est installée depuis 1988.
Mariée à Rune Jul Larsen, elle a une fille, Helena Bajaj-Larsen.

## Expositions personnelles en Inde
- 1978 : Bal Gandharva Art Gallery, Pune.
- 1979 : Kamalnayan Bajaj Art Gallery ; Jehangir Art Gallery, Mumbai.
- 1980 : Jehangir Art Gallery, Mumbai ; Bal Gandharva Art Gallery, Pune.
- 1982 Academy of Fine Arts, Calcutta ; Bal Gandharva Art Gallery, Pune.
- 1984 : Jehangir Art Gallery, Mumbai ; Bal Gandharva Art Gallery, Pune.
- 1985 : Triveni Kala Sangam, New Delhi ; Bal Gandharva Art Gallery, Pune.
- 1986 : Taj Art Gallery, Mumbai.
- 1987 : Bal Gandharva Art Gallery, Pune ; Karnataka Chitra Kala Parishath, Bangalore ; Kamalnayan Bajaj Art Gallery, Mumbai
- 1988 : Sarala's Art Centre, Madras.
- 1989 : Jehangir Art Gallery, Mumbai.
- 1991 : Birla Academy, Calcutta ; The Gallery, Madras.
- 1992 : Jehangir Art Gallery, Mumbai.
- 1993 : The Gallery, Madras.
- 1995 : The Gallery, Madras ; Triveni Kala Sangam, New Delhi.
- 1996 : Jehangir Art Gallery, Mumbai
- 2000 : Jehangir Art Gallery, Mumbai.

## Expositions (participation) en Inde
Lalit Kala Akademi, Bombay Art Society, Lalit Kala ; Exhibitions, Nasik Kala Niketan, State Art Exhibitions ; Hyderabad Art Society, All India Exhibitions of Fine Arts. 
- 1989 : Indian Eclectics, Lalit Kala Galleries, New Delhi.
- 1993 : Souvenirs d’en France, Lalit Kala Galleries, New Delhi.

## Expositions personnelles à l'étranger
- 1988 : Commonwealth Art Gallery, Edinburgh, U.K ; Mac-Robert Art Centre, University of Stirling, U.K. ; American Cultural Society ; Washington, U.S.A.
- 1989 : Centre d’Accueil des Étudiants du Proche-Orient, Paris, France ; Galerie Jean Louis Voisin, Pourville-sur-Mer, France ; Galerie Bernanos, Ministère de éducation nationale, Paris, France.
- 1991 : Galerie Christine Marquet de Vasselot, Paris, France.
- 1992 : Galerie Art & Data, Frankfurt, Allemagne.
- 1993 : Maison de Norvège, Paris, France ; Galerie Art & Data, Frankfurt, Allemagne ; Galleri Nordstrand, Oslo, Norvège.
- 1994 : Galerie Argile, Bruxelles, Belgique ; Galerie Christine Marquet de Vasselot, Paris, France.
- 1995 : Galerie Art & Data, Frankfurt, Allemagne.
- 1997 : Galleri Nordstrand, Oslo, Norvège.
- 1998 : Galerie Mohanjeet, Paris ; Galleri Akern, Kongsberg, Norvège.
- 1999 : Stavanger kunstforening, Norvège ; Atlantic Gallery, New York, USA.
- 2000 : Galleri Nordstrand, Oslo, Norvège ; Varatun Gård
- 2001 : Galleri Tendenes

## Expositions (participation) à l'étranger
- 1988 : L’Exposition de Peinture Contemporaine Indienne, Tarbes, France.
- 1989 : Galerie de la Maison des Beaux-Arts, École des Beaux-Arts, Paris ; Artistes Indiens à Paris, Galerie du Cygne, Paris ; Salon Art en Bray, Neufchâtel-en-Bray, France ; La Société Plurielle Égalitaire, Galerie Bernanos, Paris ; Neuf Artistes de la Cité Universitaire, C.I.U.P, Paris ; Salon de mai, Grand Palais, Paris.
- 1990 : Salon Art en Bray, Neufchâtel-en-Bray, France.
- 1991 : Salon Art en Bray, Neufchâtel-en-Bray, France ; New York Art Fair, USA ; Salon des indépendants normands, Rouen, France[3].
- 1992 : Galleri Bryggen, Bergen, Norvège ; Galerie Christine Marquet de Vasselot, Paris ; University of Frankfurt, Allemagne ; Salon Découvertes, Grand Palais, Paris.
- 1993 : Contemporaines, Grand Palais, Paris.
- 1994 : Ausstellung Indische Kunst, Frankfurt, Allemagne.
- 1995 : UNESCO, Paris.
- 1996 : Within the Frame Visual Art Centre, Hong Kong.
- 1998 : 50 years of independence, Hong Kong ; Indian Spring, Hong Kong.